# Léon Roland
Pour les articles homonymes, voir Roland (homonymie).
Léon Roland est un homme politique français né le 7 juin 1858 à Ermenonville (Oise) et décédé le 27 mars 1924 à Barbery (Oise).

## Biographie
Propriétaire agricole, il est président de la société des agriculteurs de l'Oise et maire de Barbery quand il est élu sénateur en janvier 1920. Il s'intéresse essentiellement aux questions agricoles. Réélu en janvier 1924, il meurt quelques semaines après sa réélection.

## Sources
- Ressource relative à la vie publique :   - Sénat
- « Léon Roland », dans le Dictionnaire des parlementaires français (1889-1940), sous la direction de Jean Jolly, PUF, 1960 [détail de l’édition]